# GF World Cup 2007
GF World Cup 2007 var den tredje udgave af turneringen. Den blev afholdt i NRGi Arena i Århus og havde deltagelse af otte hold. De forsvarende mestre var Rusland, der vandt den foregående udgave af turneringen. Rusland genvandt titlen med en finalesejr på 30-24 over Frankrig.

## Indledende runde

### Gruppe 1
| Gruppe 1 | Gruppe 1  | Gruppe 1  | Gruppe 1 |
| Dato     | Hold 1    | Hold 2    | Resultat |
| -------- | --------- | --------- | -------- |
| 16.10    | Danmark   | Brasilien | 29-24    |
| 16.10    | Rusland   | Ukraine   | 26-29    |
| 17.10    | Brasilien | Ukraine   | 29-24    |
| 17.10    | Danmark   | Rusland   | 22-22    |
| 18.10    | Rusland   | Brasilien | 32-26    |
| 18.10    | Danmark   | Ukraine   | 31-25    |

| Gruppe 1    | Gruppe 1 | Gruppe 1 | Gruppe 1 |
| Hold        | Kampe    | Mål      | Point    |
| ----------- | -------- | -------- | -------- |
| Danmark     | 3        | 82-71    | 5        |
| Rusland (M) | 3        | 80-77    | 3        |
| Brasilien   | 3        | 79-85    | 2        |
| Ukraine     | 3        | 78-86    | 2        |

### Gruppe 2
| Gruppe 2 | Gruppe 2 | Gruppe 2 | Gruppe 2 |
| Dato     | Hold 1   | Hold 2   | Resultat |
| -------- | -------- | -------- | -------- |
| 16.10    | Rumænien | Sverige  | 27-23    |
| 16.10    | Norge    | Frankrig | 24-25    |
| 17.10    | Rumænien | Frankrig | 24-25    |
| 17.10    | Sverige  | Norge    | 23-33    |
| 18.10    | Sverige  | Frankrig | 23-29    |
| 18.10    | Norge    | Rumænien | 26-26    |

| Gruppe 2 | Gruppe 2 | Gruppe 2 | Gruppe 2 |
| Hold     | Kampe    | Mål      | Point    |
| -------- | -------- | -------- | -------- |
| Norge    | 3        | 86-72    | 5        |
| Frankrig | 3        | 77-74    | 4        |
| Rumænien | 3        | 78-68    | 3        |
| Sverige  | 3        | 63-90    | 0        |

## Slutkampe
| Semifinaler | Semifinaler | Semifinaler | Semifinaler |
| Dato        | Hold 1      | Hold 2      | Resultat    |
| ----------- | ----------- | ----------- | ----------- |
| 20.10       | Norge       | Rusland     | 30-24       |
| 20.10       | Danmark     | Frankrig    | 23-25       |

| Bronzekamp og finale | Bronzekamp og finale | Bronzekamp og finale | Bronzekamp og finale |
| Dato                 | Hold 1               | Hold 2               | Resultat             |
| -------------------- | -------------------- | -------------------- | -------------------- |
| 21.10                | Danmark              | Norge                | 28-30                |
| ??.??                | Rusland              | Frankrig             | 30-24                |

## Slutplaceringer
| World Cup 2007 | World Cup 2007                           |
| -------------- | ---------------------------------------- |
| Guld           | Rusland                                  |
| Sølv           | Frankrig                                 |
| Bronze         | Norge                                    |
| 4.             | Danmark                                  |
| 5.- 8.         | Brasilien · Ukraine · Rumænien · Sverige |